# Cavallerizzo maggiore di Sua Santità
Il Cavallerizzo maggiore di Sua Santità (lat. praefectus stabuli; praefectus equilis pontificii), era un ufficiale palatino della Famiglia Pontificia era il responsabile delle stalle e dei cavalli del papa e veniva nominato a vita a discrezione del papa almeno dai tempi di Giulio III e Paolo IV previo giuramento nelle mani dello stesso pontefice.
Fino a tutto il secolo XVII la carica era normalmente affidata ad uno dei Camerieri segreti partecipanti della famiglia pontificia. La carica è stata abolita nel 1968 da Paolo VI.

## Storia
La tradizione di un responsabile delle cavalcature del papa, secondo Ludovico Antonio Muratori, risalirebbe addirittura all'epoca longobarda quando questo popolo, calato in Italia, portò anche presso la corte pontificia l'uso delle staffe per salire in groppa ad un cavallo, elementi che sicuramente facilitavano la salita in sella ma che necessitavano di un assistente per tale compito. Malgrado questo, già all'epoca di Gregorio I si trova citato un prior stabuli ed all'epoca di Benedetto VIII nel 1012 venne prescelto un certo Martinus indicato come strator pontificalis, il quale aveva il compito di aiutare il pontefice a salire in sella e poi teneva le briglie del cavallo lungo il percorso. Si dice che Pipino il Breve abbia reso omaggio a suo tempo al pontefice con questo gesto. 
E' al pontificato di Paolo IV ad ogni modo che è ascrivibile la prima citazione di "maestri di stalla" nella persona di Nicolò de Belis che già aveva servito sotto Giulio III e Marcello II, dimostrando come per tale ruolo fosse necessaria la conferma del pontefice e che quindi la carica non fosse ereditaria. Dal pontificato di Clemente X nel 1675, la carica venne denominata "sovrintendente di stalla" fino a che, sotto il pontificato di Clemente XII, non venne definitivamente chiamata "cavallerizzo maggiore", con 45 scudi di mensile. Egli era responsabile anche di tutte le bardature dei cavalli pontifici che col tempo divennero sempre più ricche ed elaborate, come pure divenne responsabile di tutte le carrozze. Papa Pio VI fu l'ultimo pontefice a svolgere la pratica della tradizionale cavalcata d'ingresso del pontefice in Roma e per questo tutti i suoi successori viaggiarono prevalentemente in carrozza, rendendo anche la carica di Cavallerizzo maggiore puramente onorifica. Con il pontificato di Pio VI il titolo di cavallerizzo maggiore venne affidato come ereditario alla famiglia dei marchesi Serlupi Crescenzi e tale rimase sino alla soppressione delle cariche della corte pontificia nel 1970.

## Elenco dei cavallerizzi maggiori di Sua Santità
...
- Pompeo Frangipani (viv. 1605)
- marchese Ottieri (viv. 1611)

....  Giustiniano Maddalena
- Lelio Cinquini

...
- cav. Spoleti (viv. 1700)

...
- marchese Vasé Pietramellara (m. 1745)

...
- conte Alessandro Petroni (m. 1771)
- marchese Gerolamo Serlupi Crescenzi (1771-1779)
- marchese Domenico Serlupi Crescenzi (n. 1754)
- marchese Girolamo Serlupi Crescenzi (n. 1802)
- marchese Francesco Serlupi Crescenzi (1839-1929)
- marchese Alfonso Serlupi Crescenzi (n. 1876)